# Moreno Costanzo
Moreno Costanzo (* 20. Februar 1988 in Wil SG) ist ein ehemaliger Schweizer Fussballspieler. Er ist schweizerisch-italienischer Doppelbürger.

## Vereine

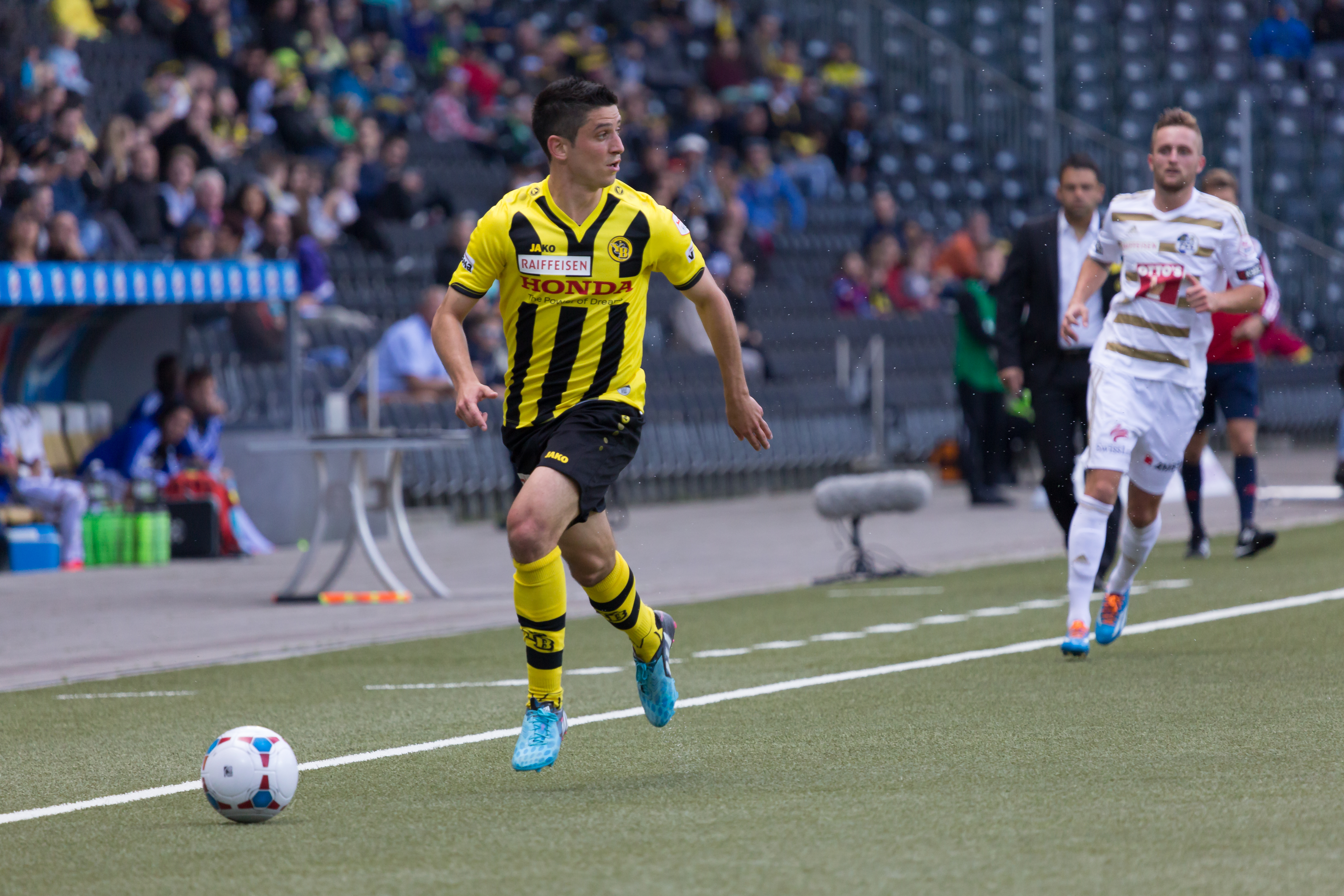
Costanzo bei einem Rush

Moreno Costanzo begann seine Karriere beim FC Kirchberg SG. Im April 1998 erfolgte der Wechsel zum FC St. Gallen, wo er in sämtlichen Junioren-Kategorien bis in die U-21 spielte. Gleichzeitig gehörte er auch allen Junioren-Nationalmannschaften an, wo er regelmässig zum Einsatz kam. Ab September bis Dezember 2006 wurde er an den FC Wil 1900 in die Challenge League ausgeliehen. In der Saison 2007/08 absolvierte er sieben Spiele in der Axpo Super League für St. Gallen. Zum Saisonende stieg er mit dem Verein in die Challenge League ab. Dort entwickelte sich Costanzo zum Stammspieler im Mittelfeld und fiel vor allem aufgrund seiner Offensivstärke, seiner Übersicht, der Genauigkeit seiner Pässe und seiner Freistosstore auf. Er schoss 14 Tore in 27 Spielen. Zur Saison 2009/10 gelang ihm mit St. Gallen die direkte Rückkehr in die höchste Spielklasse. Auf die Saison 2010/11 wechselte er zum Ligakonkurrenten BSC Young Boys, wo er für 4 Jahre unterschrieb. Die erste Saison mit den Bernern beendete er auf dem 3. Rang in der Meisterschaft und erreichte in der Europa League den Sechzehntelfinal, wo man knapp an Zenit Sankt Petersburg scheiterte. Zur Rückrunde der Saison 2014/15 wurde er an den FC Aarau ausgeliehen, wo er in 14 Spielen zwei Tore erzielte. Die Meisterschaft beendete man auf dem letzten Platz und stieg damit in die Challenge League ab. Auf die neue Saison hin wurde er für ein Jahr an den FC Vaduz ausgeliehen, mit dem er am vorletzten Spieltag den Ligaerhalt sicherte. Am 13. Juni 2016 gab der FC Vaduz bekannt, dass man Costanzo definitiv vom BSC Young Boys Bern übernehmen werde, und stattete ihn mit einem Zweijahresvertrag aus. Von 2019 bis 2020 spielte er wieder für den FC St. Gallen, wo er seine Karriere beendete.

## Nationalmannschaft
Am 11. August 2010 gab er sein Debüt in der Schweizer Nationalmannschaft. Im Spiel gegen Österreich wurde er in der 71. Minute eingewechselt und schoss mit seiner ersten Ballberührung im Dress der A-Nationalmannschaft das Siegestor.

## Titel und Erfolge
FC St. Gallen
- Challenge League Meister: 2009

FC Vaduz
- Liechtensteiner Cupsieger: 2016, 2017

Nationalmannschaft
- Finalist an der U-21 Europameisterschaft 2011